# Сова (ТВ филм)
„Сова” је југословенски ТВ филм из 1965. године. Режирао га је Александар Ђорђевић а сценарио је написао Антун Шољан.

## Улоге
| Глумац           | Улога |
| ---------------- | ----- |
| Божидар Дрнић    |       |
| Оливера Марковић |       |
| Србољуб Милин    |       |
| Павле Минчић     |       |
| Славко Симић     |       |